# Mercadotecnia de la diversidad
La mercadotecnia de la diversidad (o marketing de la diversidad), también conocido como mercadotecnia inclusiva (o marketing inclusivo) o mercadotecnia de inclusión (o marketing de inclusión), es un paradigma de mercadotecnia que ve la mercadotecnia (y especialmente las comunicaciones de mercadotecnia) como una forma de conectarse con los diferentes individuos en el mercado.
«La mercadotecnia de la diversidad implica reconocer que la mercadotecnia y la publicidad deben ofrecer formas alternativas de comunicarse con estos grupos diversos. Con ese conocimiento, los especialistas en mercadotecnia de diversidad pretenden desarrollar una combinación de diferentes métodos de comunicación para llegar a las personas en cada uno de los diversos grupos presentes en el mercado». Por lo tanto, la mercadotecnia de la diversidad es el proceso en el que las empresas estudian el mercado en el que están o están a punto de entrar por diferentes medios (por ejemplo, encuestas, grupos focales o, en algunos casos, telecomunicaciones). La mercadotecnia de la diversidad ayuda a los propietarios y operadores de negocios en todos los niveles a conectarse con la sociedad a través de los canales de comunicación que mejor les llegan, esto crea exposición para la empresa que crea conciencia de marca. La mercadotecnia de la diversidad se da cuenta de las grandes diferencias de los mercados y que el mercado/los consumidores tienen diferentes gustos, ya sean valores, creencias, tipo de interacción y opciones de estilo de vida. Estas grandes diferencias se abordan luego mediante estrategias de mercadotecnia personalizadas
«Desde la perspectiva de la gestión de mercadotecnia, los entornos culturalmente diversos crean nuevos desafíos para reconocer, cultivar y reconciliar las perspectivas de diferentes grupos culturales dentro del mismo mercado».

## Crítica
Mary Goodyear critica que el lenguaje global de la mercadotecnia dificulte más que fomente la atención a las diferentes necesidades y hábitos de consumo, aunque haya incluido en su vocabulario la categoría de diversidad. En cambio, propone partir de un continuo de consumismo, que denota el grado de mercantilidad en las relaciones entre consumidores y productores y la madurez de los mercados, con las sociedades tradicionales en un extremo del espectro. Desde una perspectiva diferente, un grupo de científicos de República de China (Taiwán) criticó una visión de los mercados exclusivamente orientada a la mercadotecnia, que dificulta una comprensión profunda de una cultura. Esto explica el fracaso de algunas cadenas alimentarias europeas en el mercado asiático: han llevado a cabo un análisis demasiado superficial e insuficiente de los valores y hábitos de consumo locales, para cuya comprensión en profundidad y arraigada en la cultura etnográfica a largo plazo se necesitan observaciones. Los éxitos anteriores en otros mercados sobrestimarían la transferibilidad de los conceptos de mercadotecnia y crearían puntos ciegos. Esto se aplica en particular a los alimentos.

## Lectura adicional
- Dahl, S. (2002). Diversity Marketing. Thomson.
- Dahl, S. (2004). Cross-Cultural Advertising Research: What Do We Know About the Influence of Culture on Advertising?. Londres, Inglaterra.